# Врубле (Куявсько-Поморське воєводство)
Врубле (пол. Wróble) — село в Польщі, у гміні Крушвиця Іновроцлавського повіту Куявсько-Поморського воєводства.
Населення — 125 осіб (2011).

## Демографія
Демографічна структура станом на 31 березня 2011 року:
|          | Загалом | Допрацездатний вік | Працездатний вік | Постпрацездатний вік |
| -------- | ------- | ------------------ | ---------------- | -------------------- |
| Чоловіки | 66      | 15                 | 43               | 8                    |
| Жінки    | 59      | 11                 | 32               | 16                   |
| Разом    | 125     | 26                 | 75               | 24                   |